# Ueli Kestenholz
Ueli Kestenholz (Thun, 10 de mayo de 1975) es un deportista suizo que compitió en snowboard, especialista en la prueba de eslalon gigante.
Participó en tres Juegos Olímpicos de Invierno, entre los años 1998 y 2006, obteniendo una medalla de bronce en Nagano 1998, en la prueba de eslalon gigante.

## Medallero internacional
| Juegos Olímpicos | Juegos Olímpicos | Juegos Olímpicos  | Juegos Olímpicos |
| Año              | Lugar            | Medalla           | Competición      |
| ---------------- | ---------------- | ----------------- | ---------------- |
| 1998             | Nagano (Japón)   | Medalla de bronce | Eslalon gigante  |